# Енні ЛеБланк
Джуліанна Грейс «Джулс» ЛеБланк (народилася 5 грудня 2004), американська інтернет — особистість, актриса, співачка й колишня гімнастка. У грудні 2018 року Business Insider назвав її однією із «найвідоміших підлітків у світі». З чотирьох років вона знімає онлайн-відео і має досить багато підписників в Інтернеті. Знімається в ролі Рими в сімейній драмі Chicken Girls на Brat на YouTube, знялася в шоу Brat A Girl Named Jo, де зіграла роль Джо Чемберс, а також грає Rhyme в Chicken Girls: The Movie . Вона почала зніматися в сімейному Bratayley відеоблозі з 2010 року і на Red YouTube Originals серіал «We Are Savvy», з 2016 по 2018 рік.

## Раннє та особисте життя
Джуліанна ЛеБланк народилася в сім'ї Біллі та Кеті ЛеБланк, коли її батько був дислокований у форт Гордон, штат Джорджія .   Має брата і сестру, молодша сестра Хейлі та старший брат Калеб Логан (13 липня 2002 р.   — 1 жовтня 2015). У 2015 році Калеб помер від , гіпертрофічної кардіоміопатії у віці 13 років. Джуліанна почала займатися гімнастикою, коли їй було 2 роки, а її родина почала розміщувати відео в Інтернеті, коли їй було три роки. Вона прославилася як одна із трьох братів і сестер, на сімейному влоговому каналі YouTube Bratayley. Займалася гімнастикою до серпня 2017 року. Стала популярною в додатку musical.ly під ніком presshandstands7, але пізніше змінила його на annieleblanc, заробивши понад 13 мільйонів шанувальників. Вона є зіркою у вебсеріалі Brat Chicken Girls, A Girl Named Jo та «We Are Savvy».  
Раніше сім'я ЛеБланк жила у Северна-Парк , штат Меріленд, але потім переїхала до Лос-Анджелеса, штат Каліфорнія, щоб Джуліанна змогла займатись акторською майстерністю і музикою.  

## Кар'єра
Спочатку ЛеБланк була відома своїми відео, на яких демонструє гімнастичні вміння. У 2008 році на каналі, який раніше був відомий як Acroanna, публікувались гімнастичні уроки. Назву каналу було змінено на Annie Leblanc у 2017 році, і тепер на ньому публікуються музичні кліпи Енні.  
ЛеБланк — одна з зірок щоденного влогу на каналі YouTube «Bratayley» (більше 7 мільйонів підписників). Влог, який спочатку був доступний лише для родичів, почали знімати, коли Енні було шість років.. До зірок каналу належать батьки Біллі та Кеті з двома доньками Енні та Хейлі. Назва «Bratayley» спочатку було прізвиськом Хейлі, поєднуючи слово «brat» і назву «Hayley».
ЛеБланк почала отримувати позитивні відгуки на її музику в мережі TikTok під ніком @annieleblanc. У квітні 2018 року вона виграла премію «Muser of the Year».
Після того, як було припущено, що ЛеБланк зустрічалася із зіркою соцмереж Хейденом Суммералл в 2017 році, підозрювана пара отримала назву «Hannie» від шанувальників, які також створили детальну фан-фантастику із складними сюжетними лініями про їхні стосунки у середній школі, і зробили близько тисячі знімків у підтвердження їх стосунків, на яких пара з'являється разом. Енні та Хейден співпрацювали на YouTube «Little Do You Know» від Alex & Sierra, яка стала вірусною Після того, як засновник медіа Brat Роб Фішман дізнався про феномен «Hannie», він додав ЛеБланк і Суммералла на шоу, і їхні штучні стосунки були записані в сюжетну лінію.
Пара ЛеБланк та Суммералл з'явилася на 48 позиції у таблиці білборд «Emerging Artists». 9 вересня 2017 року кавер Енн на пісню " Fly « Maddie & Tae досяг піку на Billboard Charts . У листопаді 2017 року ЛеБланк випустила свій перший оригінальний сингл „Ordinary Girl“. У грудні 2017 року підлітковий фан-журнал Tiger Beat оголосив, що Енні ЛеБланк вирушить у свій перший тур по США на початку 2018 року. У лютому 2018 року Енні випустила сингл „Little Things“. На початку травня 2018 року ЛеБланк випустила новий поп-кантрі альбом в iTunes під назвою „Lollipop“, з музичним лейблом Heard Well . Потім вона випустила свій новий сингл „Picture This“ на початку червня із зіркою соціальних медіа Остіном Брауном. Ближче до грудня 2018 року вона випустила свій сингл „It Gonna Snow“ як нову різдвяну колядку.
У серпні 2017 року Variety оголосив, що випускається YouTube Red Originals, We Are Savvy, як продовження однойменного підліткового журналу на Canada's Family Channel . Енні була представлена як співавтор серіалу, який дебютував з більш ніж 4,2 мільйонами переглядів у своєму пілотному епізоді та зосереджений на музиці, моді та стилі життя.
Також у серпні 2017 року Variety оголосив, що цифрова компанія Brat випустить новий серіал під назвою „Chicken Girls“. У серіалі представлені стосунки ЛеБлан та Суммералл, і зосереджується на повсякденному житті групи друзів та танцюристів із середньої школи „Attaway High“.
Дебютний епізод шоу отримав понад 10 мільйонів переглядів на YouTube, а станом на травень 2018 року другий сезон мав близько 4,5 мільйонів переглядів за кожен епізод. У лютому 2018 року Variety оголосив, що Lionsgate буде показувати повнометражний фільм Chicken Girls: The Movie . Також підписана угода з видавництвом Skyhorse, щодо перетворення шоу на книжкову серію. У вересні 2018 року на YouTube-каналі Brat відбулася прем'єра третього сезону Chicken Girls.   Прем'єра четвертого сезону відбулася 19 березня 2019 року.
У травні 2018 року було оголошено, що ЛеБлан та її сестра Хейлі ЛеБланк будуть зніматися в новому серіалі на каналі Brat YouTube. Того ж місяця було оголошено, що ЛеБланк та Аддісон Рікке зніматимуться у серіалі Brat про підлітків під назвою „Дівчина з назвою Джо“, події якого відбуваються в 1963 році в маленькому містечку. Також у травні 2018 року ЛеБланк з'явилась у музичному відеокліпі Ешер Енджел.
У грудні 2018 року Business Insider назвав Енні однією із „найвідоміших підлітків у світі“. Цього місяця вона також знялась у повнометражному фільмі Brat „Holiday Spectacular“. Через декілька місяців вона знялася в художньому фільмі, „Spring Breakaway“.
У лютому 2020 року ЛеБланк знялась у головній ролі для майбутнього комедійного серіалу Nickelodeon „ Side Hustle“ разом з Джейден Бартельс.

## Дискографія

### Компіляційні альбоми
- Lollipop, Label: Heard добре випущено: травень 2018 року[17]

### Сингли
| Рік      | Назва                                    | Пікові позиції діаграми | Пікові позиції діаграми | Пікові позиції діаграми |
| Рік      | Назва                                    | US Країна               | CA Цифровий             | US Циф ровий            |
| -------- | ---------------------------------------- | ----------------------- | ----------------------- | ----------------------- |
| 2017 рік | » Fly «                                  | 34                      | -                       | -                       |
| 2017 рік | „Little Do You Know“ (з Хайден Суммерал) | -                       | 38                      | 30                      |
| 2017 рік | „Birds of a Feather“                     | -                       | -                       | -                       |
| 2017 рік | „Photograph“                             | -                       | -                       | -                       |
| 2017 рік | „Ordinary Girl“                          | -                       | -                       | -                       |
| 2018 рік | » Little Things "                        | -                       | -                       | -                       |
| 2019 рік | «Two Sides»                              | -                       | -                       | -                       |
| 2019 рік | «Play Nice»                              | -                       | -                       | -                       |
| 2019 рік | «Utopia»                                 | -                       | -                       | -                       |

## Фільмографія
| Рік         | Назва                    | Роль           | Примітки                         |
| ----------- | ------------------------ | -------------- | -------------------------------- |
| 2015 рік    | Neon Arcade              | Енні Братейлей |                                  |
| 2016–2018   | We Are Savvy             | Енні           | Головний склад (32 епізоди)      |
| 2017 — 2020 | Chicken Girls            | Рима           | Основна роль (41 серія)          |
| 2018 рік    | Mani                     | Рима           | Епізод: «Попелюшка»              |
| 2018 рік    | Overnights               | Рима           | Епізод: «Ніколи не закохуюсь»    |
| 2018–2019   | A Girl Named Jo          | Джо Чемберс    | Основна роль (15 серій)          |
| 2018 рік    | Chicken Girls: The Movie | Рима           | Brat художній фільм              |
| 2018 рік    | Brat Holiday Spectacular | Рима           | Brat художній фільм              |
| 2019 рік    | Cousins for life         | Сама           | Епізод: «Ці медалі»              |
| 2019 рік    | Spring Brealaway         | Рима           | Brat художній фільм              |
| 2019 рік    | Annie VS Hayley!         | Сама           | Вебсерія продовольчої реальності |
| 2019 рік    | Intern-in-Chief          | Рима           | Brat художній фільм              |
| 2019 рік    | Annie VS Hayley          | Сама           | Fashion Faceoff Challenge        |
| 2019 рік    | Sunnyside Up             | Розповідач     |                                  |
| 2020 рік    | Side Hustle              | Лекс           | Головна роль                     |

## Тури
- Тур «The Left Me Hangin '» (2017)[33]
- Rock Your Hair тур (2018)

## Нагороди та номінації
| Рік      | Нагорода           | Категорія | Результат     | Ref(s) |
| -------- | ------------------ | --- | ------------- | ------ |
| 2017 рік | Streamy Awards     | style="background: #FDD; color: black; vertical-align: middle; text-align: center; " class="no table-no2"\|Номінація     | [ 34 ] [ 35 ] |        |
| 2018 рік | Shorty Awards      | style="background: #99FF99; color: black; vertical-align: middle; text-align: center; " class="yes table-yes2"\|Перемога | [ 6 ]         |        |
| 2018 рік | Streamy Awards     | style="background: #FDD; color: black; vertical-align: middle; text-align: center; " class="no table-no2"\|Номінація     |               |        |
| 2019 рік | Teen Choice Awards | style="background: #99FF99; color: black; vertical-align: middle; text-align: center; " class="yes table-yes2"\|Перемога | [ 36 ]        |        |